# Râul Hășdău
Râul Hășdău este un curs de apă, afluent al râului Cerna. 